# Thanlyin (stad)
Thanlyin är en stad i Myanmar. Den ligger i Rangoonregionen, i den södra delen av landet, 300 km söder om huvudstaden Naypyidaw. Thanlyin ligger 24 meter över havet och folkmängden uppgår till cirka 90 000 invånare.

## Geografi
Terrängen runt Thanlyin är mycket platt. Runt Thanlyin är det tätbefolkat, med 459 invånare per kvadratkilometer. Närmaste större samhälle är Rangoon, cirka 10 km nordväst om Thanlyin. Omgivningarna runt Thanlyin är en mosaik av jordbruksmark och naturlig växtlighet.

## Klimat
Savannklimat råder i trakten. Årsmedeltemperaturen i trakten är 25 °C. Den varmaste månaden är april, då medeltemperaturen är 30 °C, och den kallaste är juni, med 22 °C. Genomsnittlig årsnederbörd är 3 978 millimeter. Den regnigaste månaden är augusti, med i genomsnitt 919 mm nederbörd, och den torraste är januari, med 1 mm nederbörd.